# Данаида монарх
Данаида монарх (лат. Danaus plexippus) — вид бабочек из семейства нимфалид (Nymphalidae). Одна из самых известных бабочек Северной Америки. В XIX веке представители этого вида были встречены в Новой Зеландии и Австралии. В Европе распространены на Канарских островах и Мадейре. Во время миграций отмечены в Португалии, на Азорских островах, в Испании, Франции, Ирландии, Англии, Швеции. Встречаются на северо-западе Африки. На западном побережье Тихого океана залетевшие особи отмечались от Японии до Новой Гвинеи. В России и Корее достоверно никогда не отмечался.
Имаго данаиды монарха легко узнать по характерному рисунку на крыльях: чёрные полосы на рыжем фоне. По краю крыльев проходит широкая чёрная кайма с белыми пятнами. Размах крыльев — 8,9—10,2 см. Данаиды монархи сходны по размеру и окраске с бабочками другого вида — Limenitis archippus, однако у последнего на задней паре крыльев есть дополнительная окаймляющая тёмная полоса.
Самки отличаются от самцов более тёмной окраской крыльев вдоль жилок и меньшим размером. У самцов в центре задних крыльев находятся участки, в которых происходит выделение феромонов.

## Этимология
Общеупотребительное название «монарх» впервые использовал в 1874 году американский энтомолог Сэмюэль Скуддер: «эта бабочка — одна из самых крупных, и правит обширными угодьями». Согласно другим источникам, название могло быть дано в честь Вильгельма III Оранского, штатгальтера Нидерландов и короля Англии и Шотландии.
Название рода Danaus, вероятно, происходит от имён персонажей древнегреческой мифологии: Даная (сына египетского царя) или его праправнучки Данаи. Видовой эпитет plexippus связан с именем Плексиппа, одного из 50 сыновей Египта, брата-близнеца Даная.

## Таксономия
Вид был описан в 1758 году под названием Papilio plexippus Карлом Линнеем в «Системе природы». В 1780 году польский натуралист Ян Кшиштоф Клюк включил его в другой род — Danaus.

### Близкие виды
Данаида монарх состоит в близком родстве с двумя очень похожими видами — Danaus cleophile и Danaus erippus, которых до 2005 года объединяли в подрод Danaus (Danaus). Оба эти вида обитают в Новом Свете: Danaus cleophile — на Ямайке и Гаити, Danaus erippus — к югу от Амазонки. Морфологические отличия данаиды-монарха от южного монарха известны лишь на стадии куколки и часто их рассматривают как один вид, однако данные о первичной структуре митохондриальной и ядерной ДНК свидетельствуют об их самостоятельности. Вероятное время расхождения видов — 2 миллиона лет (конец плиоцена).

### Подвиды
В недавнем исследовании Дэвида Смита и соавторов (2005) выделяют два подвида:
- Danaus plexippus plexippus — номинативный подвид, описанный Карлом Линнеем в 1758 году. Мигрирующий подвид, обитающий практически на всей территории Северной Америки.
- D. p. megalippe — подвид, описанный в 1826 году Якобом Хюбнером. Не мигрирующий, распространён от Флориды и Джорджии на севере, в странах Карибского бассейна и Центральной Америки, до Амазонки на юге. Для этого подвида известны три цветовые вариации:
  - D. p. m. forma leucogynae — описана Артуром Батлером в 1884 году.
  - D. p. m. forma portoricensis — описана А. Х. Кларком в 1941 году.
  - D. p. m. forma tobagi — описана А. Х. Кларком в 1941 году.

## Описание
Крылья тёмно-оранжевые, прожилки крыльев чёрные, края крыльев чёрные с двумя рядами небольших белых пятен. На передних крыльях, на их конце, есть большие оранжевые пятна.
Яйца данаиды монарха сливочно-белые, иногда бледно-жёлтые. Яйца имеют неправильно коническую форму, у каждого имеется примерно по 23 продольных хребта и множество малозаметных швов. Масса яйца — около 0,46 миллиграммов, длина — 1,2 мм, а ширина — 0,9 мм.

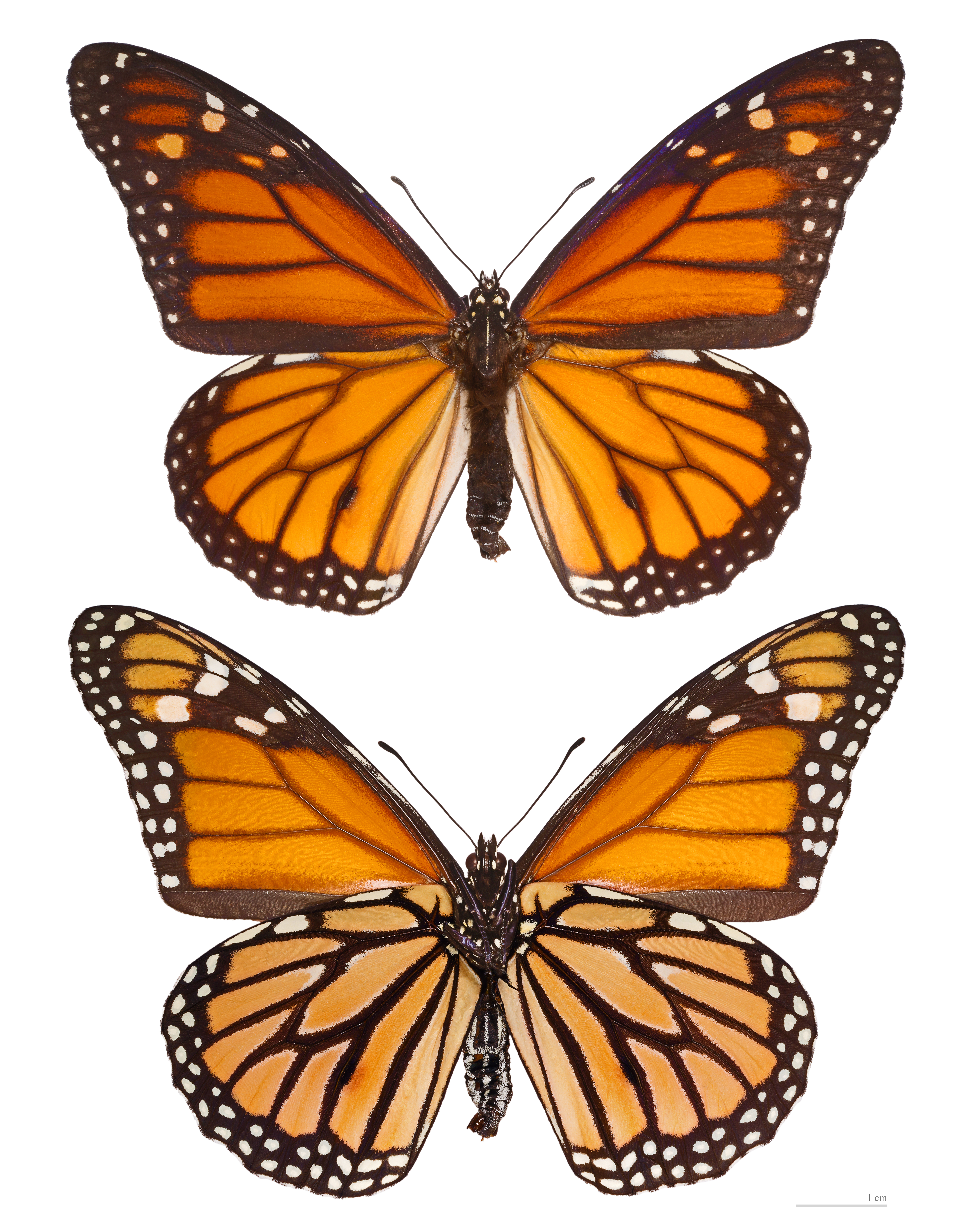
♂
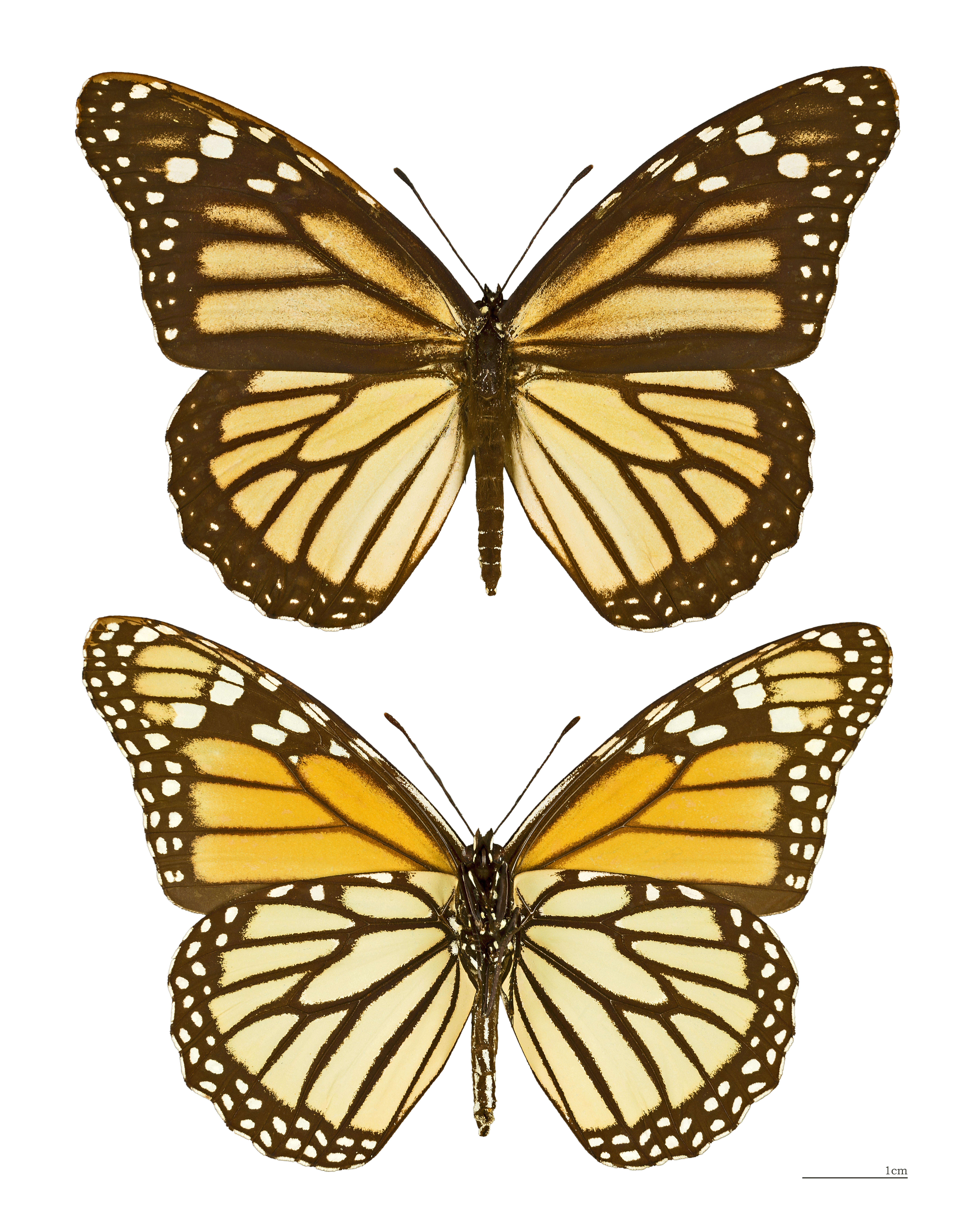
♀
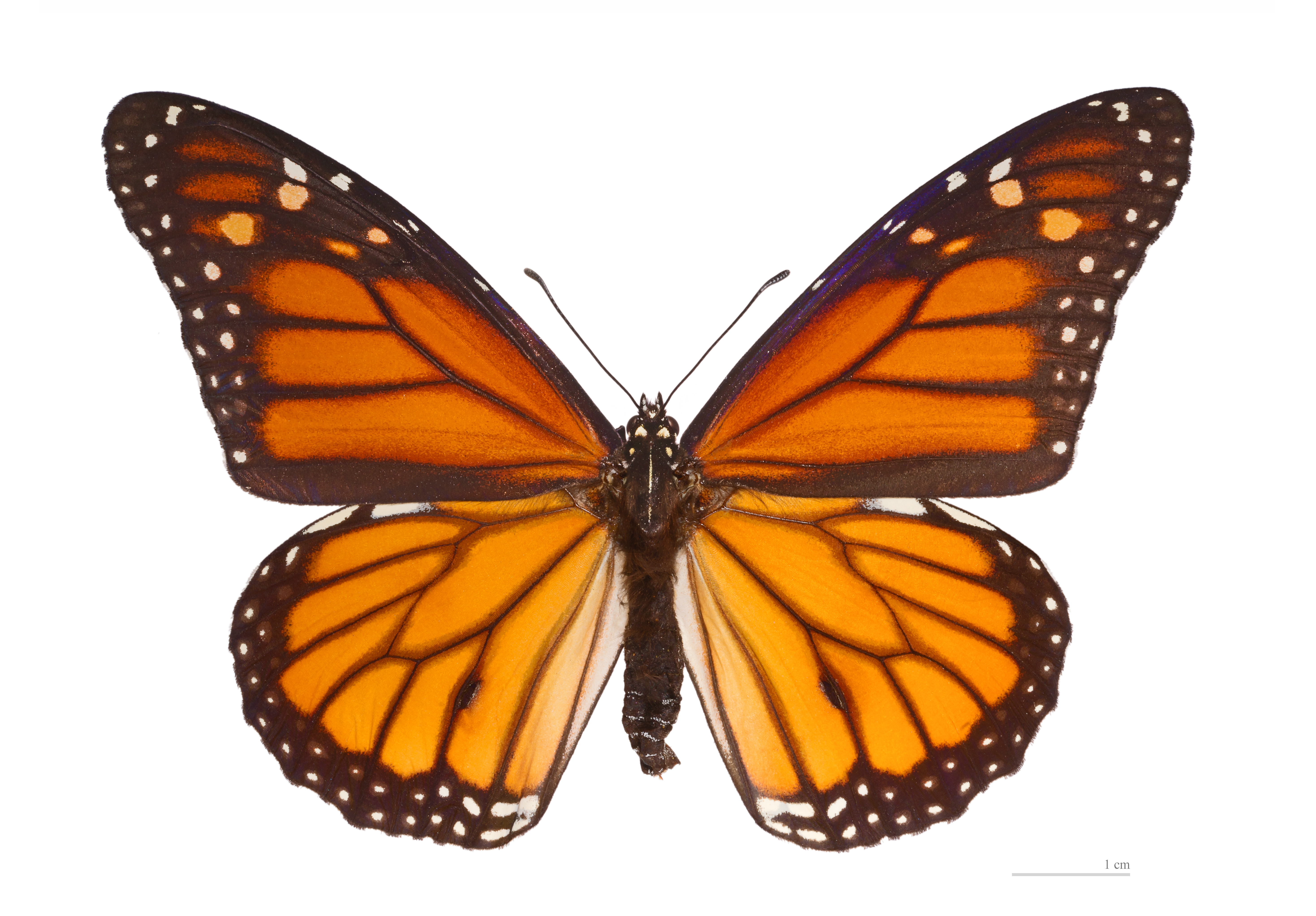
♂
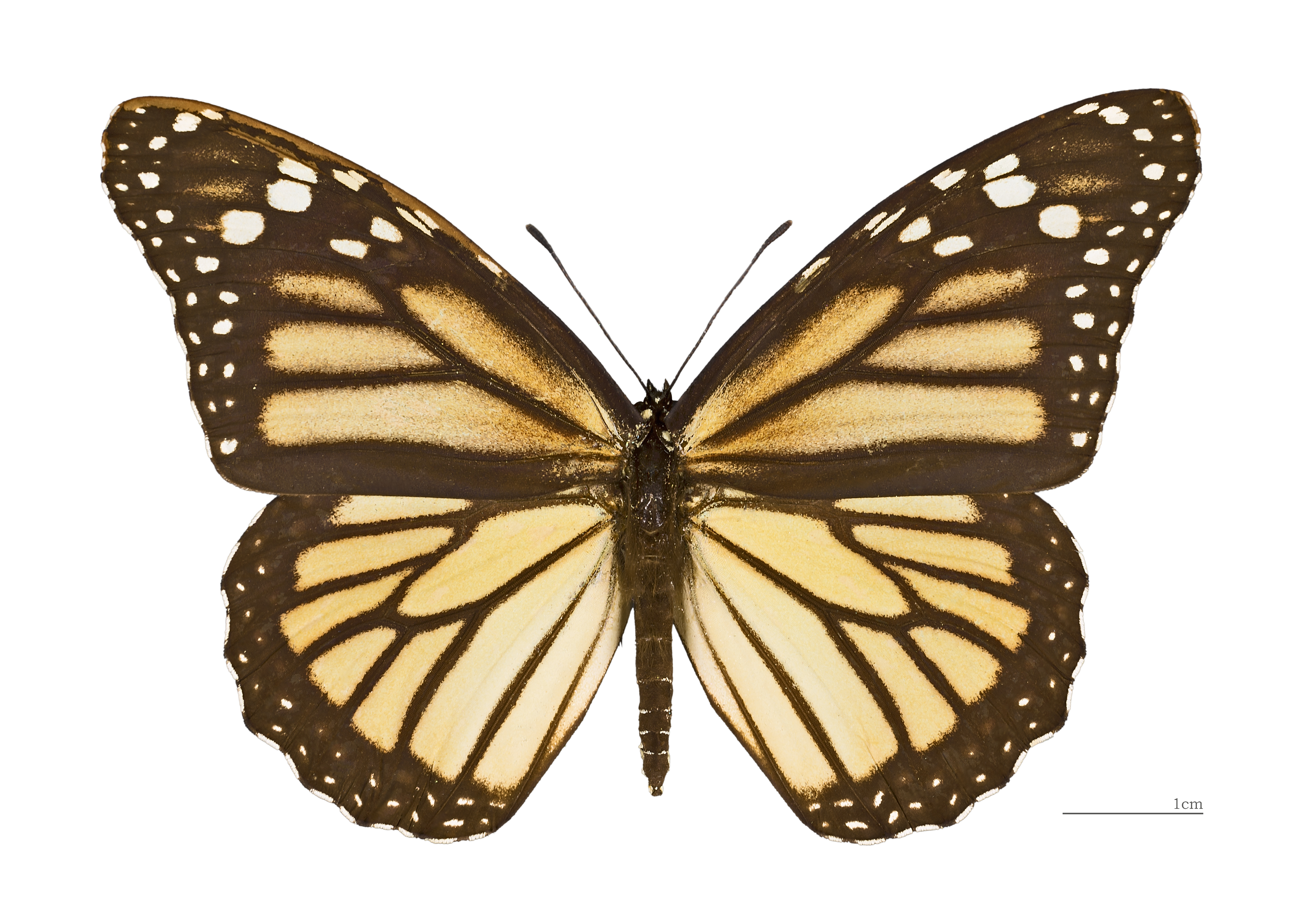
♀

## Питание
Взрослая бабочка питается нектаром большого количества растений, к примеру
- Apocynum cannabinum — Кутра коноплёвая
- Asclepias incarnata — Ваточник мясо-красный
- Asclepias syriaca — Ваточник сирийский
- Asclepias tuberosa — Ластовень клубнистый
- Daucus carota — Морковь обыкновенная
- Dipsacus fullonum — Ворсянка лесная
- Erigeron canadensis — Мелколепестник канадский
- Eupatorium maculatum — Посконник пятнистый
- Euptorium perfoliatum — Посконник пронзеннолистный
- Hesperis matronalis — Гесперис Матроны
- Medicago sativa — Люцерна посевная
- Syringa vulgaris — Сирень обыкновенная
- Trifolium pratense — Клевер луговой
- Vernonia altissima[8]
- Aster — Астра
- Cirsium — Бодяк
- Solidago — Золотарник

Гусеница питается листьями следующих кормовых растений:
- Asclepias amplexicaulis
- Asclepias asperula
- Asclepias californic — Ваточник калифорнийский
- Asclepias cordifolia — Ваточник сердцелистный
- Asclepias curassavica — Ваточник кюрасавский
- Asclepias curtissii — Ваточник Куртисса
- Asclepias eriocarpa — Ваточник шерстистостручковый
- Asclepias erosa — Ваточник пустынный
- Asclepias exaltata — Ваточник леной
- Asclepias fascicularis — Ваточник узколистный
- Asclepias humistrata — Ваточник песчанохолмовой
- Asclepias incarnata — Ваточник мясо-красный
- Asclepias nivea — Ваточник карибский
- Asclepias physocarpa — Ваточник пузыреплодный
- Asclepias purpurascens — Ваточник пурпурный
- Asclepias speciosa — Ваточник красивый
- Asclepias subverticillata — Ваточник почти мутовчатый
- Asclepias syriaca — Ваточник сирийский
- Asclepias tuberosa — Ваточник клубненосный
- Asclepias verticillata
- Calotropis gigantea — Калотропис гигантский
- Calotropis procera — Калотропис высокий
- Cynanchum laeva
- Sarcostemma clausa[9][10]

## Миграция

Схема маршрута миграции монарха (Danaus plexippus)

Монархи ежегодно мигрируют на большие расстояния. Живущие в Северной Америке данаиды монарха мигрируют в южном направлении начиная с августа до первых заморозков, преодолевая в пути по 3—4 тыс. км. и более. Зимуют в Калифорнии, во Флориде, в Мексике. К концу октября особи, живущие к востоку от Скалистых гор Канады, мигрируют в большинстве в убежище в биосферный заповедник Марипоса-Монарка (заповедник бабочки монарха) который находится в мексиканском штате Мичоакан. В Австралии они мигрируют с южной части континента в более прохладные северные места. Зимуют бабочки монархи большими группами, тесно расположившись на листьях, ветвях и стволах кустов и деревьев и не производят потомства, пока не покинут место зимней спячки в феврале и марте. Продолжительность перелёта намного больше времени их жизни: родившись в начале лета, бабочки живут около двух месяцев. Поколение бабочек, которое появляется в конце лета и собирается зимовать, вступает в особую фазу существования — диапаузу. Нерепродуктивная фаза жизни, когда бабочки находятся в физиологическом состоянии оцепенения, замедляющим процессы старения, позволяет бабочкам-монархам пережить зиму. Весной, после того, как бабочки просыпаются, они производят потомство. Стадии гусеницы и куколки длятся около двух недель, затем взрослые бабочки — потомки мигрирующих осенью насекомых — возвращаются в места обитания. В пути бабочки откладывают яйца, а затем умирают, перелёт продолжают уже их дети, которые тоже размножаются во время миграции. На родину возвращаются пра- и праправнуки бабочек, улетавших осенью в тёплые края. В северные районы США и Канады возвращается второе, третье и четвёртое поколение насекомых. 

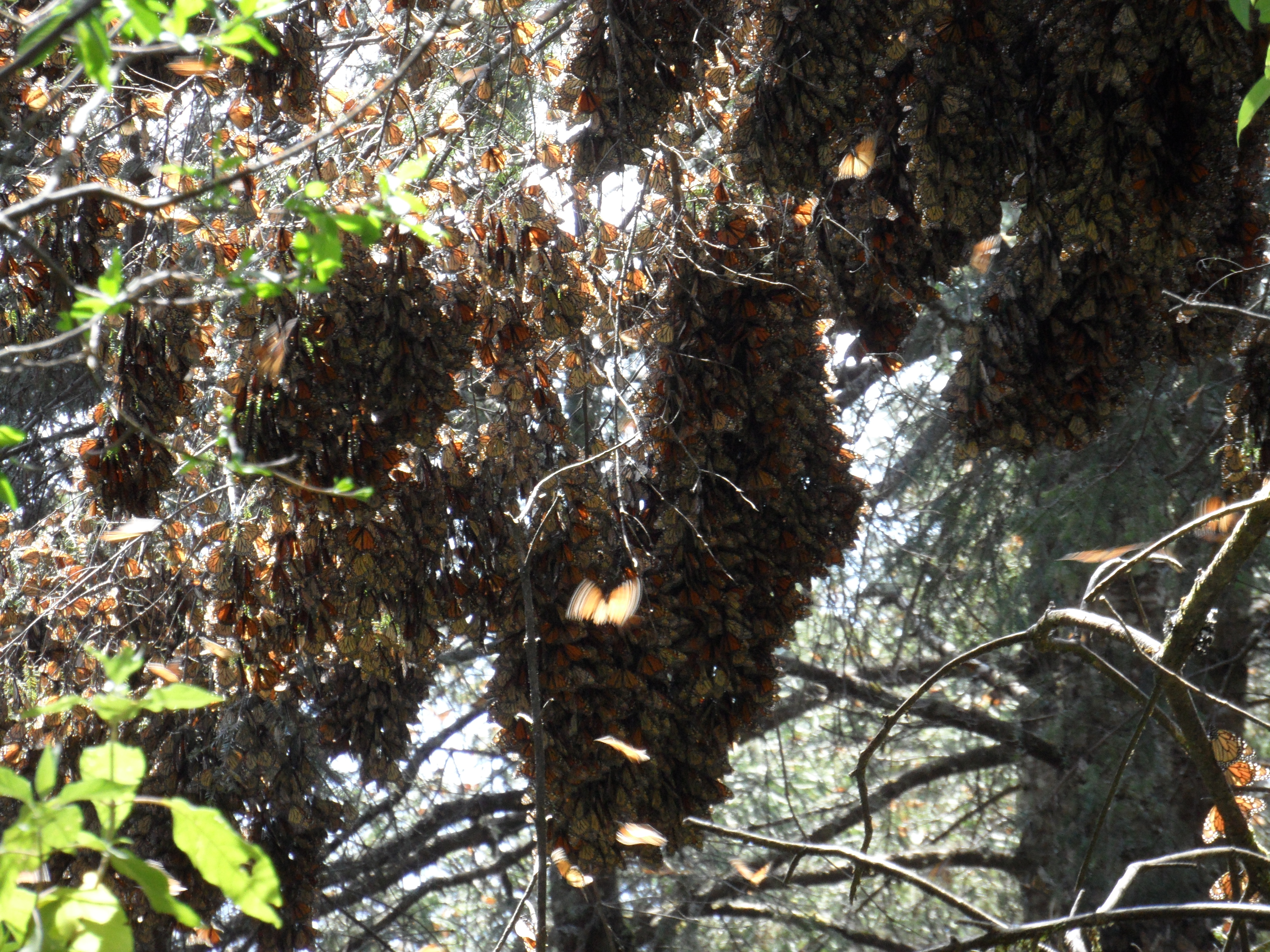
Зимовка бабочек.

Данаида монарх — одно из немногих насекомых, способных делать перелёты через Атлантический океан. Долгое время для учёных оставалось загадкой, как различным поколениям бабочек удаётся вернуться в места, где зимовали их предки. Было установлено, что ориентирование по Солнцу происходит с помощью биологических часов в усиках-антеннах, а также при помощи  солнечного «датчика», позволяющего ориентироваться по свету, и «магнитного компаса», измеряющего наклонения магнитного поля Земли. 
Причём, в результатах исследования, опубликованных в 2014 году, было показано, что магниторецепция, служащая компасом, является дублирующей системой, помогающей бабочкам ориентироваться в полёте, и запускается лишь при недостатке солнечного излучения в ультрафиолетовом диапазоне, то есть, тогда когда солнечный свет по каким-то причинам слишком слабый.

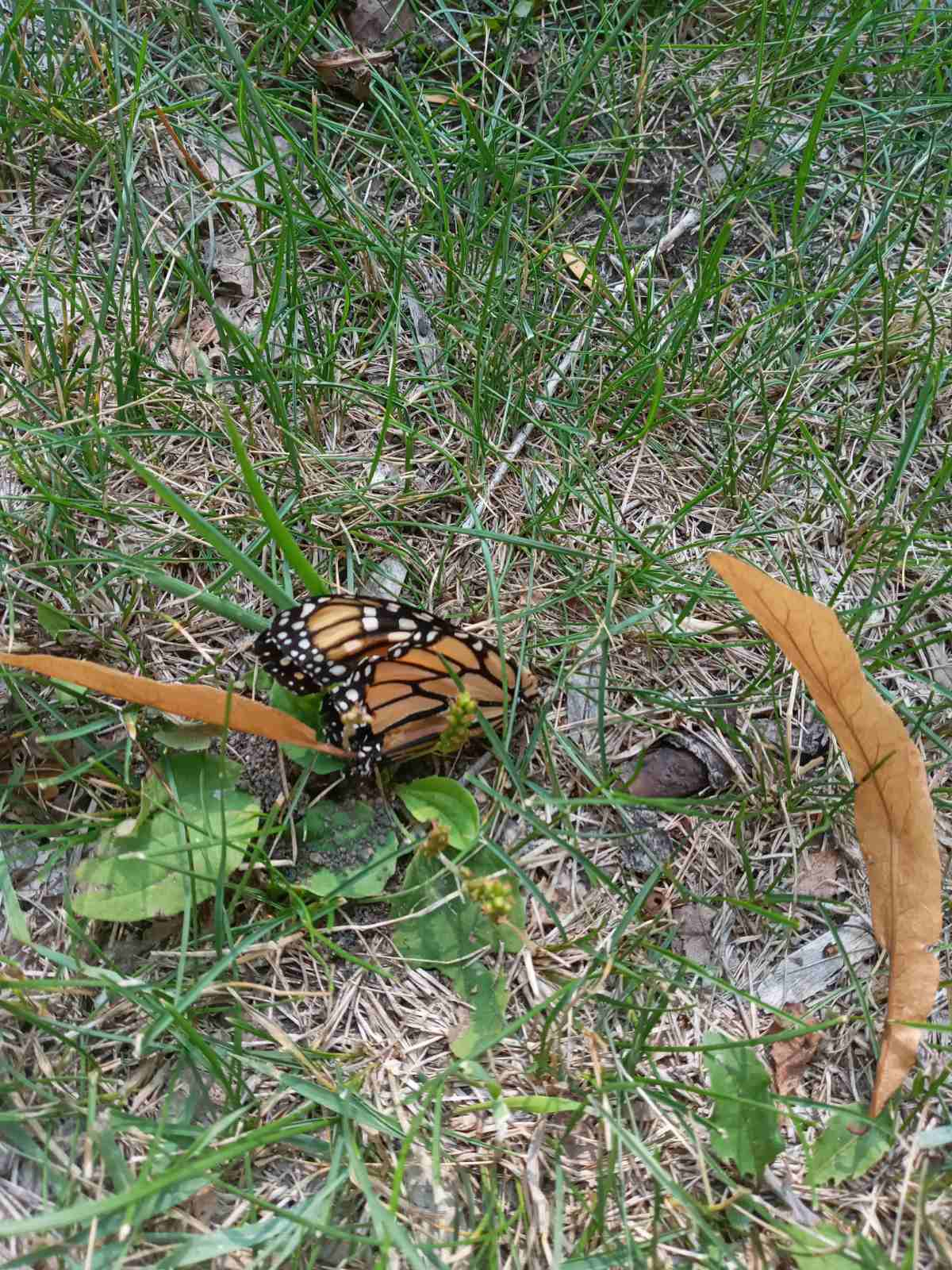
Данаида монарх в Манитобе

Наиболее многочисленные популяции находятся в Северной Америке. Встречается этот вид в Африке, Австралии, в некоторых странах Европы — Швеции, Испании. Монархов можно встретить на крайнем юго-западе Великобритании, на озере Беннингтон, в Уолла-Уолла, штат Вашингтон, на Дальнем Востоке, в Новой Зеландии, Северной Африке и на Гавайских островах. Осёдлые данаиды монархи обитают на Бермудских островах, во Флориде, Аризоне и Карибском регионе, так как там круглый год мягкий климат.
Ваточник, предпочитаемый гусеницами, является ядовитым и отвратительным на вкус для птиц: в соке ваточника много карденолидов — веществ не только неприятных на птичий вкус, но и вызывающих у них в малых концентрациях тошноту, тогда как большая доза может стать причиной сердечного приступа. Яд, полученный из листьев растения, сохраняется в организме не только у гусениц (о том, что гусеницы ядовитые, свидетельствует их яркий цвет), но и у бабочек, распределяясь по всему телу. Поэтому колонии бабочек, которые находятся в анабиозе, выживают, так как птицы предпочитают питаться менее ядовитыми насекомыми.

## Размножение

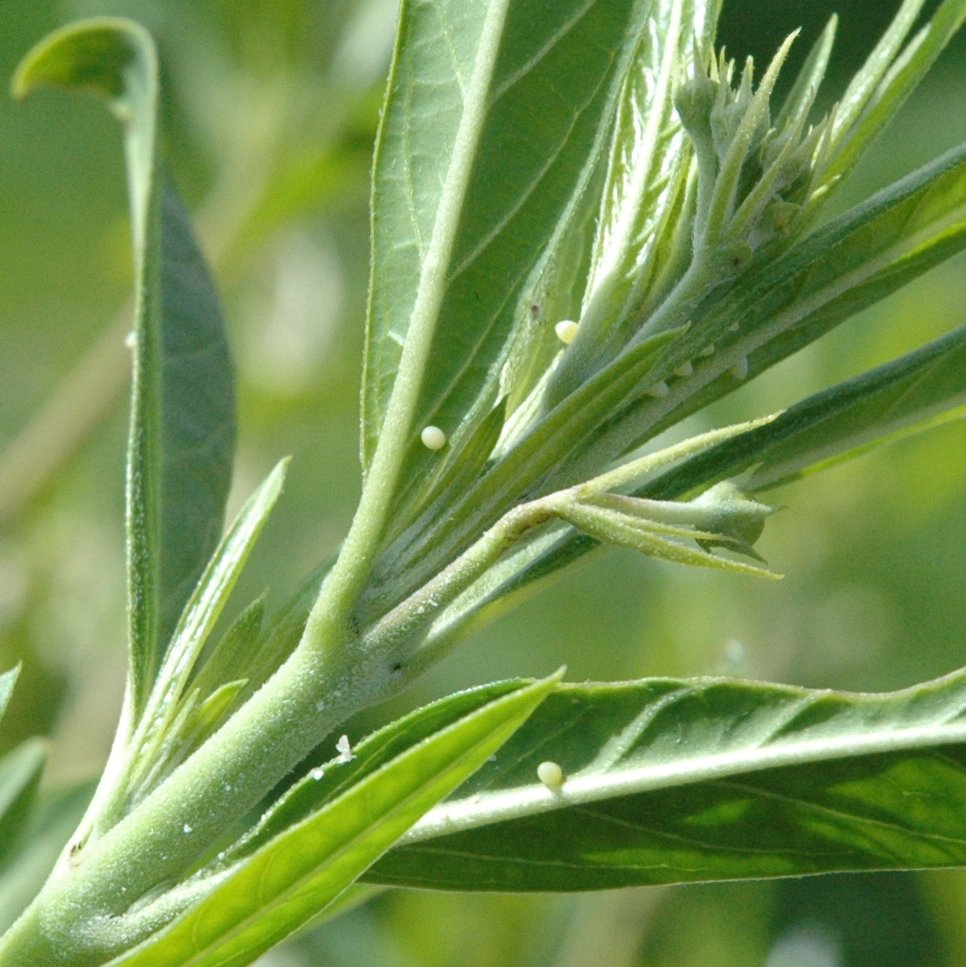
Кладка яиц

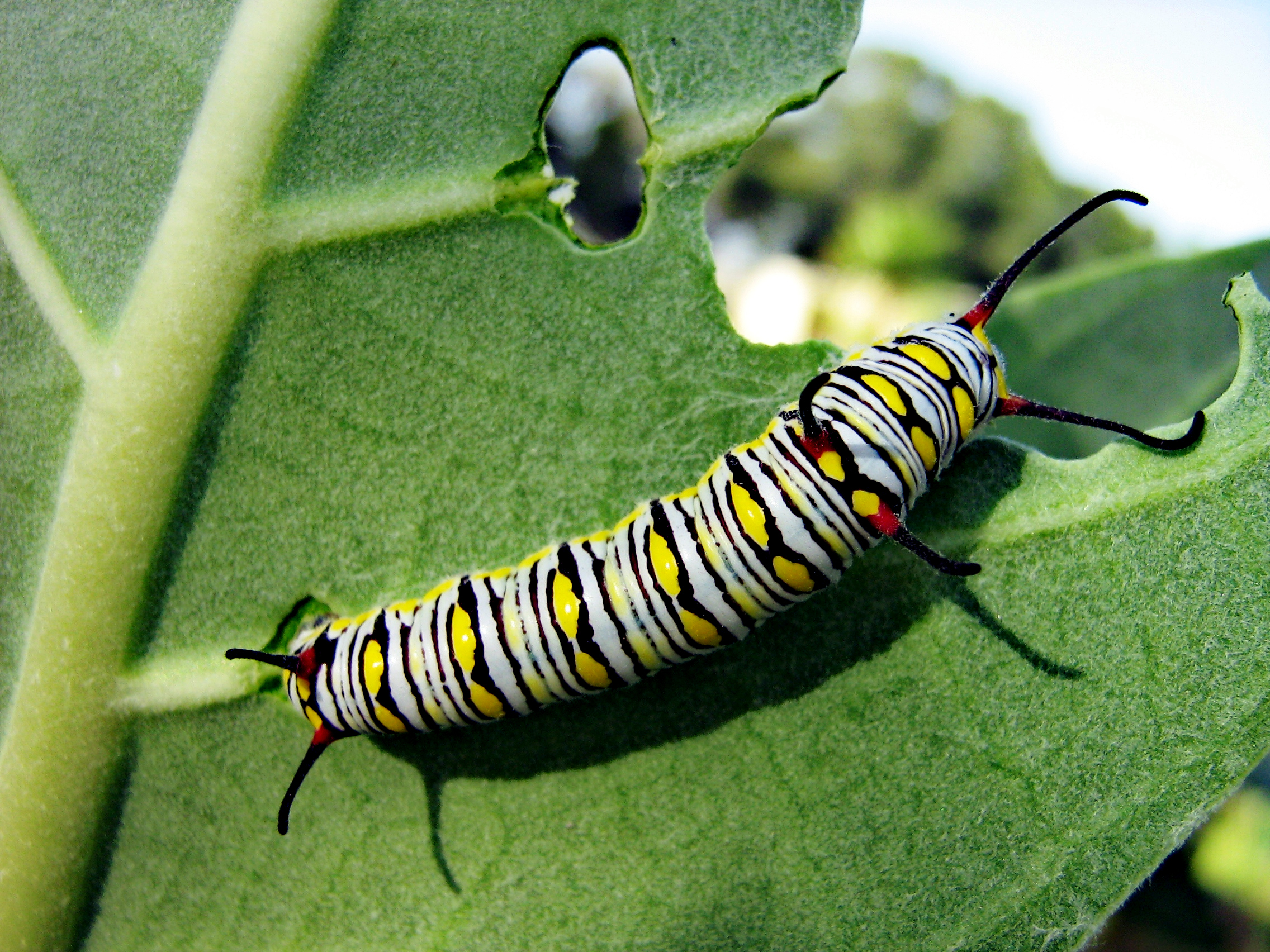
Гусеница

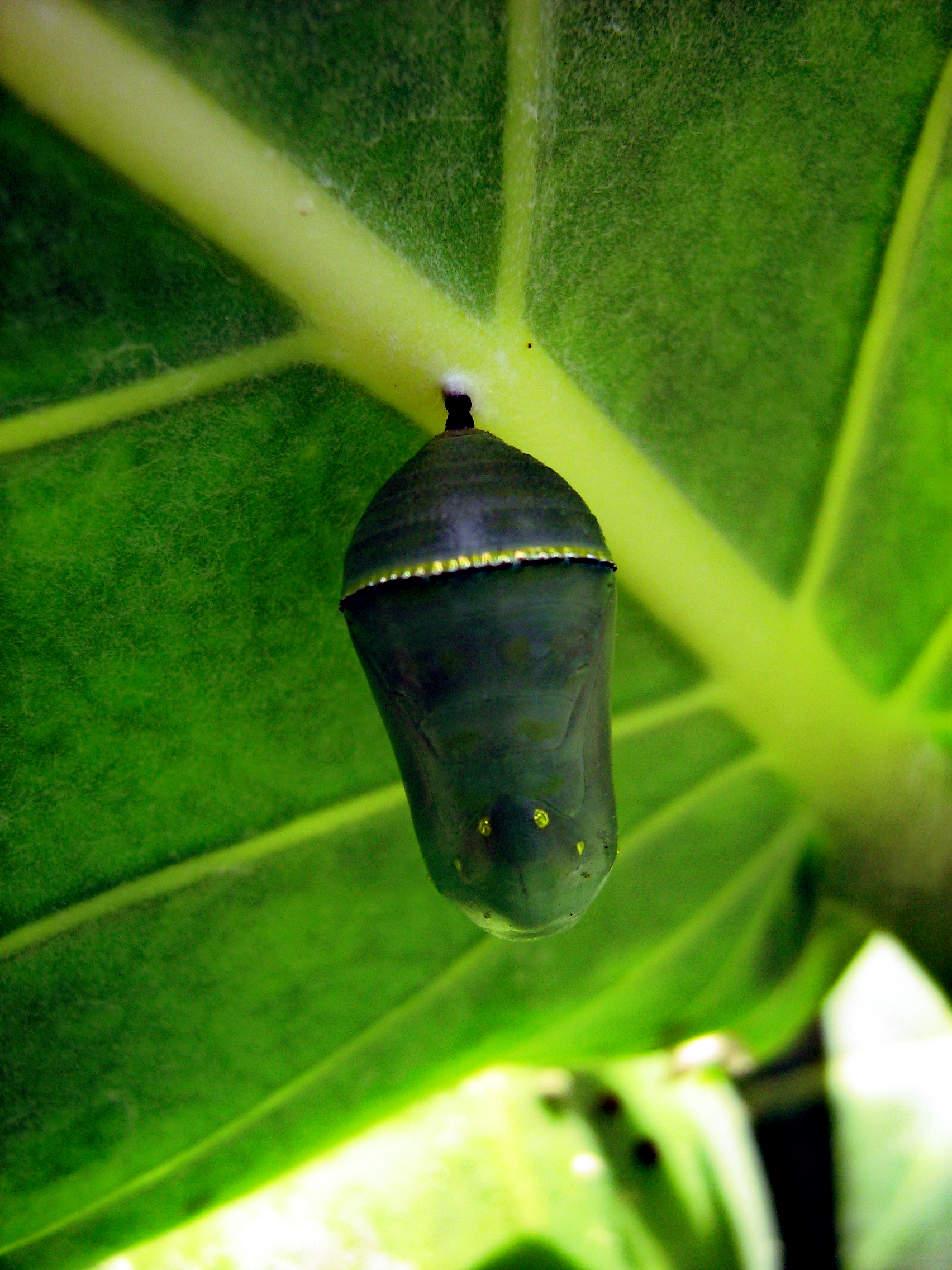
Куколка

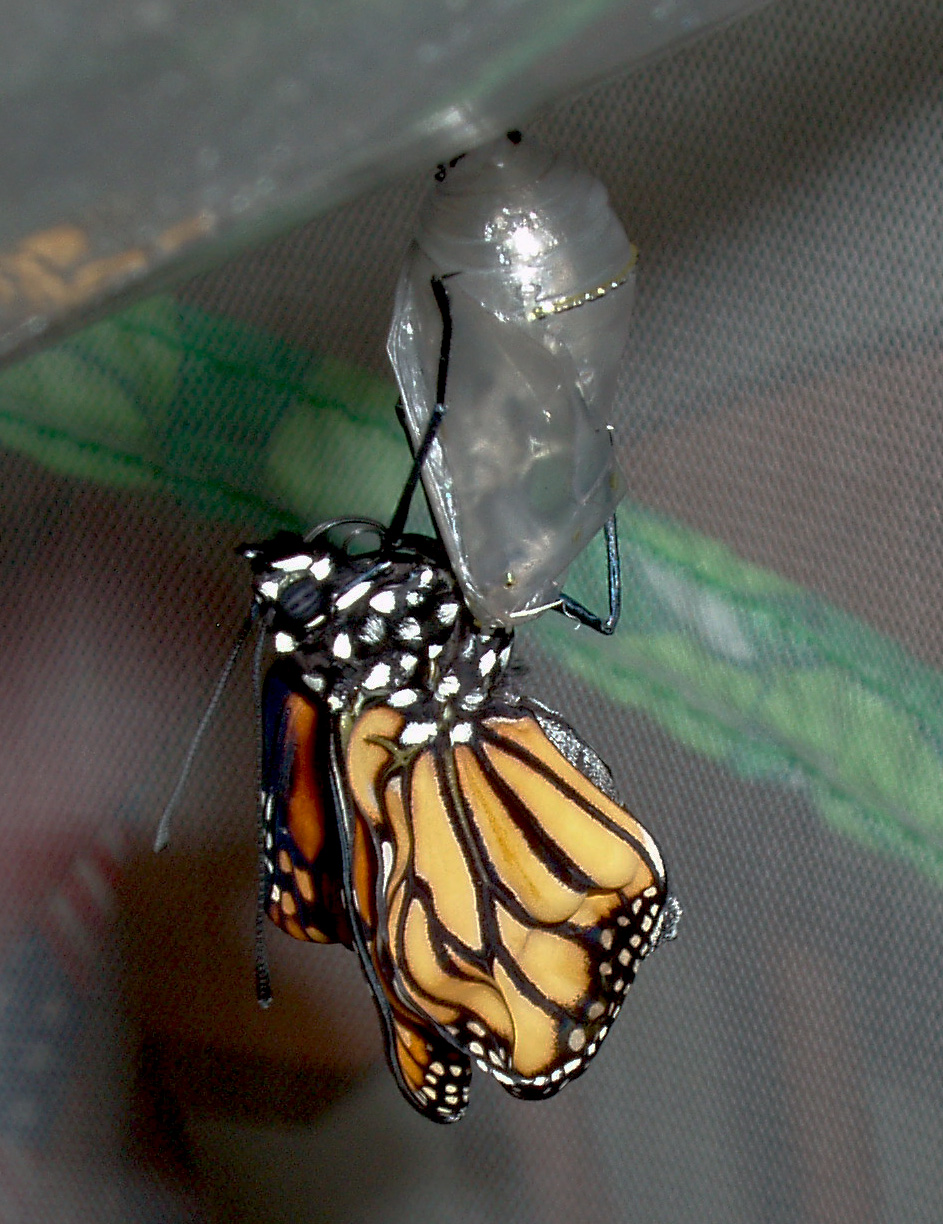
Выход из куколки

Спаривание данаиды монарха происходит весной, незадолго до миграции из мест зимней спячки. Ухаживание довольно простое и, в отличие от других видов этого рода, в нём задействованы феромоны. Ухаживание состоит из двух фаз: воздушной и наземной. Во время воздушной фазы самец преследует самку и слегка толкает крыльями самку, манит её вниз. Спаривание происходит во время наземной фазы, когда самец передаёт самке мешочек со спермой. Это мешочек также даёт самке энергию, что помогает ей в кладке яиц и в процессе обратной миграции. Развитие данаиды состоит из четырёх стадий:
- Яйцо откладывается самкой весной или летом.
- Гусеница вылупляется через четыре дня после кладки. Гусеница съедает сначала остатки яичной оболочки, а затем приступает к поеданию листьев ваточника, содержащих вещества, называемые карденолидами, типа сердечных гликозидов. На этом этапе монарх накапливает энергию в виде жира и питательных веществ для перехода в стадию куколки. Стадия гусеницы длится около двух недель.
- Куколка — гусеница обволакивает шёлком веточку, листик и т. п. и повисает головой в форме буквы «J». Затем гусеница линяет, вследствие чего сбрасывается наружная зелёная оболочка. Данный момент является метаморфозом. Накануне вылупления куколка темнеет, фактически становится прозрачной, появляются рыжие крылья.
- Зрелая особь появляется из кокона примерно через две недели. Бабочка зависает над остатками куколки на несколько часов, чтобы расправить сухие крылья (чаще всего это происходит в первой половине дня). Крылья наполняются жидкостью, которая распрямляет складки до тех пор, пока крылья не станут полными и жёсткими. Иногда при наполнении крыльев жидкость (микония) начинает капать. И, в конце концов, во второй половине дня крылья оказываются полностью расправлены. Затем, убедившись, что крылья стали достаточно прочными, бабочки отправляются на поиски источников питания и энергии: цветов ваточника, красного клевера и золотарника (солидаго — Solidago).

Данаида монарх живёт от двух до восьми недель в саду, где есть цветы ваточника с достаточным количеством нектара.

## Данаида монарх и человек
Монарх является насекомым-символом штатов США Алабамы, Айдахо, Иллинойса, Миннесоты (Техас), Вермонта и Западной Виргинии. Он был номинирован на звание национального насекомого США в 1990 году наряду с медоносной пчёлой, но не получил одобрения законодателей.
Многие люди хотели сделать монарха садовой бабочкой для отдельных видов ваточника. Другие пользуют их в коллекциях или для изучения. Для мигрирующих стай были созданы заповедники в их любимых местах зимовки. Таким образом туризм по ним даёт большой доход.
Многие школы дают детям гусеницу для её выращивания. Когда бабочка достигает зрелого возраста, её отпускают.

## Угрозы
Вырубка лесов в местах зимовки монарха привела к резкому сокращению его численности. Монарх является охраняемым видом. В последнее время отмечено сокращение популяции в Северной Америке, Мексике и Европе. Биосферный заповедник бабочки Монарх (исп. Reserva de la biosfera de la Mariposa Monarca) на территории штатов Мичоакан и Мехико, рассматривается в качестве кандидата в объекты всемирного наследия ЮНЕСКО.

## В культуре
- В мультипликационном сериале «Братья Вентура» есть злодей по имени Монарх, по его воспоминаниям его в детстве нашли и воспитали бабочки-монархи, а позже он основал преступную организацию со стилистикой этих бабочек, а сам ходит в костюме монарха (искусственные крылья за спиной и корона на голове) и подчинённых заставляет одеваться так же.
- В телесериале «Короли» бабочка-монарх является символом королевской власти в королевстве Гильбоа. Живая корона из этих бабочек, означающая Божье помазание на трон, увенчала сперва короля Сайласа Бенджамина, затем — Дэвида Шепперда.
- В телесериале «Под куполом» бабочка-монарх указала избранного Куполом человека.
- В композиции нидерландской метал-группы Delain «The Monarch» используется образ бабочки-монарха как символ трансформации личности.